# Nyasha Chikwinya
Nyasha Chikwinya là một nữ chính trị gia người Zimbabwe thuộc Liên minh Quốc gia Phi-líp-pin Zimbabwe - Mặt trận Yêu nước.

## Sự nghiệp
Bà được bầu vào Hạ viện vào năm 1995, đại diện cho khu vực bầu cử Harare North, nhưng bị mất ghế trong cuộc bầu cử năm 2000, đứng thứ hai chỉ với 4.852 phiếu, so với 18.976 phiếu của Trudy Stevenson của Phong trào Dân chủ. Nỗ lực của bà trong cuộc bầu cử năm 2005 để lấy lại ghế của bà đại diện cho khu vực bầu cử Harare North là một thất bại, chỉ thu được 5.134 phiếu bầu so với 11,262 phiếu của Stevenson đương nhiệm. Tuy nhiên, đến năm 2005, bà vẫn là người đứng đầu khối phụ nữ Zanu-PF.
Trong cuộc tổng tuyển cử năm 2013, bà trở thành thành viên Quốc hội của Mutare Nam, Manicaland. Sau cuộc bầu cử, bà đã đưa ra cáo buộc quấy rối tình dục, bạo lực và phân biệt đối xử đối với phụ nữ trong giai đoạn bầu cử sơ bộ. Vào tháng 7 năm 2015, bà được bổ nhiệm làm Bộ trưởng Bộ Phụ nữ, Giới và Phát triển như là một phần của cải tổ nội các.

## Các hoạt động khác
Năm 2002, bà lãnh đạo phái đoàn toàn nữ duy nhất tham dự Hội chợ Thương mại All Africa ở Cairo, Ai Cập, trong đó các thợ điêu khắc đá, thợ điêu khắc đá, thợ dệt và nhà sản xuất vải batik đã mang mẫu sản phẩm đến từ Zimbabwe. Chikwinya bày tỏ sự nhiệt tình đối với thương mại nội bộ châu Phi, nhưng phản ứng với hải quan Ai Cập do bị áp mức thuế cao. Năm 2004, bà bị buộc tội bạo lực công cộng sau khi bị cáo buộc kích động 12 thanh niên tấn công Charles Mpofu, một thành viên của Quân đội Quốc gia Zimbabwe, người mà bà đang tranh chấp về quản lý hợp tác nhà ở; các thanh niên tấn công vợ của Mpofu và gây ra thiệt hại tài sản trị giá 5,1 triệu đô la.